# Pomarea
Pomarea is een geslacht van zangvogels uit de familie Monarchidae (monarchen). De wetenschappelijke naam van het geslacht is voor het eerst geldig gepubliceerd in 1854 door Bonaparte. De soorten uit dit geslacht komen alleen voor op eilanden in Polynesië en zijn allemaal ernstig bedreigd of reeds uitgestorven.

## Soorten
Het geslacht telt negen soorten waarvan drie zijn uitgestorven:
- Pomarea dimidiata – Rarotongamonarch
- Pomarea iphis – Iphismonarch
- Pomarea mendozae – Markiezenmonarch
- Pomarea mira – Ua-Poumonarch
- Pomarea nigra – Tahitimonarch
- Pomarea whitneyi – Fatu-Hivamonarch

### Uitgestorven
- Pomarea fluxa – Eiaomonarch
- Pomarea maupitiensis – Maupitimonarch
- Pomarea nukuhivae – Nuku-Hivamonarch